# Горіх сірий (пам'ятка природи)
Горі́х сі́рий — ботанічна пам'ятка природи місцевого значення в Україні. Об'єкт розташований на території міста Коломиї Івано-Франківської області, на вул. Староміській, 12. 
Площа 0,01 га. Статус отриманий у 1972 році. Перебуває у віданні Коломийської міської ради. 
Статус надано для збереження одного екземпляра екзотичного дерева — горіха сірого (Juglans cinerea).